# Fortunato Morrone
Fortunato Morrone, né le 20 septembre 1958 à Isola di Capo Rizzuto en Italie, est un archevêque italien, archevêque de Reggio de Calabre-Bova depuis 2021.

## Biographie
Morrone nait dans les environs de Crotone et intègre dans sa jeunesse un séminaire à Battipaglia. L'archevêque local, Giuseppe Agostino, le convainc de prendre des cours de théologie à Vérone. Il embarque par la suite dans des études supérieures à l'université pontificale du Latran puis l'université pontificale grégorienne. À son retour à Crotone, il devient prête à Melissa après avoir reçu l'ordination d'Agostino tout en enseignant dans la ville. Il donne également des cours à l'Institut de théologie de Calabre et l'université pontificale de la Sainte-Croix. En 1991, il reçoit le mandat d'établir une nouvelle paroisse à Crotone sous le nom de Santi Cosma e Damiano,.
En 2021, Morrone est fait archevêque de Reggio de Calabre-Bova à l'âge de 62 ans. Il est consacré par l'archevêque Angelo Raffaele Panzetta sous lequel il travaillait à Crotone avec Giuseppe Fiorini Morosini et Antonio Giuseppe Caiazzo comme co-consécrateur.

## Succession apostolique
Fortunato Morrone a ordonné les évêques suivants :
- Comme co-consécrateur :
  - Évêque Attilio Nostro (en) (2021)

## Vie personnelle
Le père de Morrone, Rosario, meurt en avril 2025.